# Grande Oriente do Ceará
O Grande Oriente do Ceará - GOCE é uma Obediência Maçônica do Ceará. Foi fundado em 2 de junho de 1973, em Sessão das Lojas Maçônicas do Estado do Ceará, a época federadas ao Grande Oriente do Brasil. Em votação unânime foi aprovada a fundação desta nova obediência, que passou a integrar o "Colégio de Grão-Mestres da Maçonaria Brasileira", hoje com a denominação de Confederação Maçônica do Brasil - COMAB.

## História
O Grande Oriente do Ceará surgiu da ação do Grão-Mestre Osmar Maia Diógenes, do Grande Oriente do Brasil Ceará em 1973, que fazia parte da candidatura de Athos Vieira de Andrade como Grão-Mestre ao Grande Oriente do Brasil. Em situação identificada como irregular nessa eleição pelo grupo liderado por Osmar e Athos foi que surgiu a formação da Confederação Maçônica do Brasil - COMAB com a proclamação de 27 de maio de 1973.
Em 1978, o GOCE passou a ser denominado de "Grande Oriente Independente do Ceará", dez anos depois, em 1988, passou a denominação de "Grande Oriente Confederado do Ceará", quando foi assinado tratado de unificação com a sublime Grande Loja Maçônica do Estado do Ceará.
No entanto algumas Lojas Maçônicas não aderiram ao "Tratado de Unificação" e contestaram pelo direito de dar continuidade aos trabalhos junto a COMAB, de modo que em 20 de agosto de 1990 foi aprovada em Assembleia Constituinte a nova Constituição desta Potência Maçônica, oportunidade em que voltou a usar a nomenclatura de sua origem, simplesmente, Grande Oriente do Ceará. Seu novo estatuto foi publicado no Diário Oficial do Estado do Ceará em 5 de maio de 1992.
Em 1993 foi assinado o convênio de Reconhecimento e Amizade com o Supremo Conselho do REAA do Rio Grande do Sul, como medida de regularização dos Graus filosóficos. Atualmente o GOCE mantém tratado com o Supremo Conselho dos Graus 4 a 33 do Estado do Ceará, o qual funciona em toda sua plenitude.